# Phoebe phoebe
Phoebe phoebe är en skalbaggsart som först beskrevs av Amédée Louis Michel Lepeletier och Audinet-serville 1825.  Phoebe phoebe ingår i släktet Phoebe och familjen långhorningar. Inga underarter finns listade i Catalogue of Life.